# Włodzimierz Kulczycki

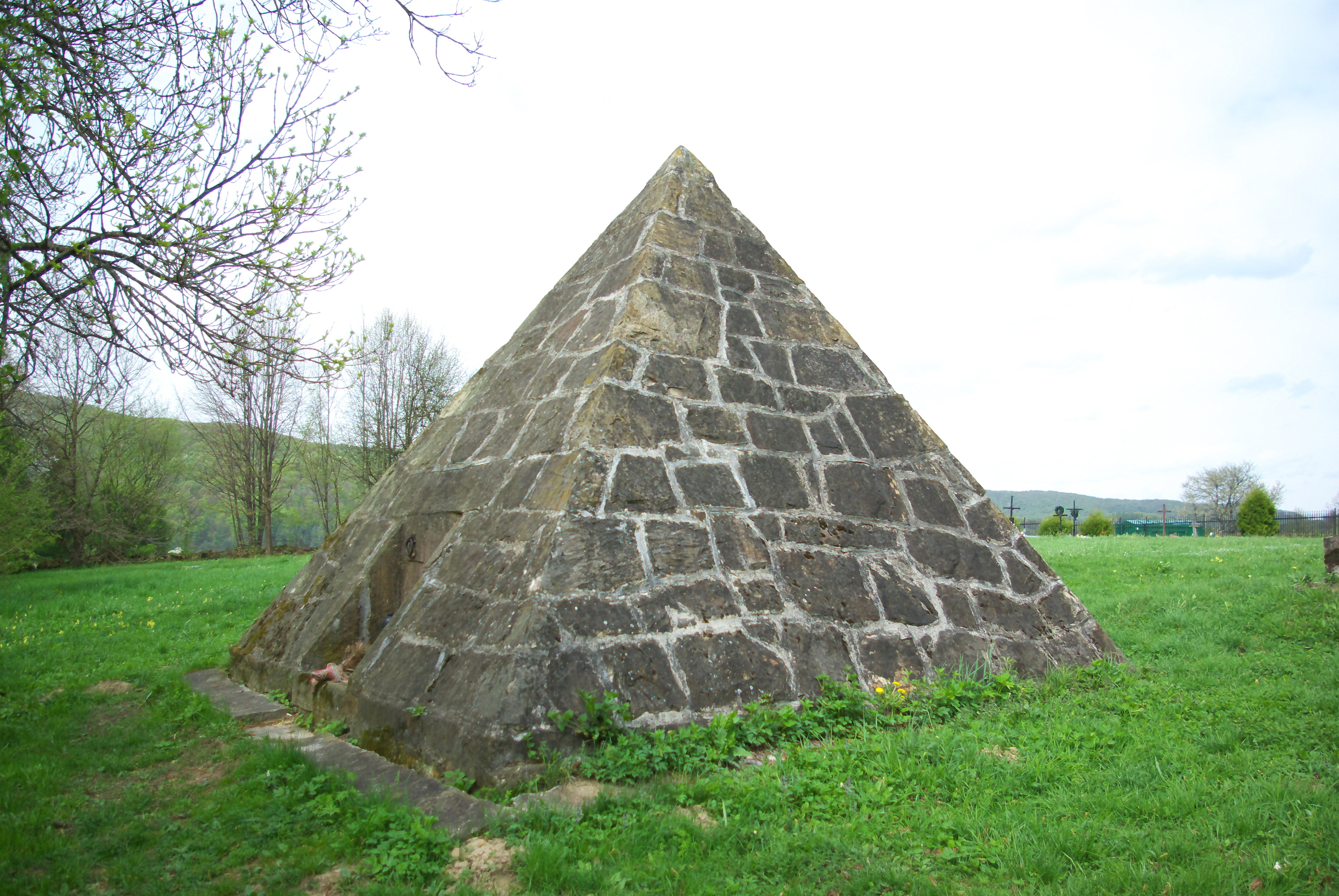
Piramidalny grobowiec Kulczyckich w Międzybrodziu

Włodzimierz Kulczycki herbu Sas, ukr. Володимир Кульчицький – Wołodymyr Kulczycki (ur. 27 marca 1862 w Przemyślu, zm. 9 lub 10 maja 1936 we Lwowie) – lekarz weterynarii, zoolog, anatom zwierząt, profesor i rektor Akademii Medycyny Weterynaryjnej we Lwowie, kolekcjoner kobierców wschodnich.

## Życiorys
Pochodził z przemyskiej rodziny Kulczyckich narodowości rusińskiej i wyznania greckokatolickiego. Ukończył C. K. Gimnazjum w Kołomyi. Od 1882 odbywał studia w zakresie nauk przyrodniczych w Wiedniu i Lwowie. Tytuł doktora filozofii i chemii uzyskał we Lwowie w 1887. Następnie otrzymał także tytuł lekarza weterynarii po ukończeniu Szkoły Weterynaryjnej we Lwowie. Pracował jako asystent w katedrze zwierząt domowych, a ponadto pełnił funkcję kolejowego i miejskiego lekarza weterynarii koni w latach 1891-1905. Wykłady prowadził od 1894. W 1906 mianowany został profesorem zwyczajnym anatomii opisowej, histologii i embriologii na Akademii Medycyny Weterynaryjnej we Lwowie. Kierował katedrą anatomii opisowej zwierząt domowych. Okres I wojny światowej przetrwał w całości we Lwowie. W tym czasie jako jeden z trzech pracowników uczelni czuwał nad majątkiem Akademii. Od października 1917 do 1919 był rektorem uczelni. Był autorem wielu publikacji z zakresu zoologii i weterynarii. Ponadto wykładał w prywatnych Wyższych Kursach Ziemiańskich. W 1934 przeszedł na emeryturę. Akademia Medycyny Weterynaryjnej nadała mu tytuł doctor honoris causa.
We Lwowie zamieszkiwał przy ulicy Snopkowskiej. Hobbystycznie interesowały go wschodnie i orientalne kobierce, dywany, kilimy i makaty (w tym tureckie, perskie, kaukaskie). W 1906 zakupił pierwsze z nich, kolekcjonował je, gromadził wiedzę na ich temat, uczęszczał na organizowane wystawy (1926–1927, 1935 w Warszawie, 1928 we Lwowie, 1934 w Krakowie), a także publikował prace na ich temat. 10 lipca 2006 otwarto na Wawelu wystawę całości kolekcji rodziny Kulczyckich, składającej się z części zbytej w 1964 na Wawel, części przekazanej w 1977 do Zakopanego oraz części pozostałej przy rodzinie.
Jego żoną była Maria Ludwika, z domu Michałowska (1870-1935), krewna Marii Skłodowskiej-Curie, którą Włodzimierz Kulczycki przeżył o kilka miesięcy. Zmarł 9 lub 10 maja 1936 we Lwowie. Zgodnie z ostatnią wolą małżeństwo Kulczyckich zostało pochowane w krypcie grobowej Kulczyckich i Dobrzańskich o piramidalnym kształcie, na cmentarzu przy Cerkwi Świętej Trójcy w Międzybrodziu koło Sanoka. Projektantką grobowca była jego siostrzenica, Iryna Dobrianska, dyrektorka szkoły powszechnej w Międzybrodziu, która zrealizowała go pierwotnie na potrzeby własnej rodziny na cmentarzu przy cerkwi. Włodzimierz Kulczycki wyjednał później u niej zgodę na pochowanie w nim swojej rodziny. Grobowiec ma wysokość 3 m i stanowi mini-replikę piramidy Cheopsa z Gizy nieopodal Kairu, w wiernej proporcji 1:50. Pomysł stworzenia kształtu grobowca powstał po tym, jak Włodzimierz Kulczycki odwiedził osobiście egipską piramidę. Ponadto wejście jest podobne do istniejących w piramidach w Deir el-Medina. Na grobowcu znajdują się inskrypcje w języku polskim i ukraińskim. Ponadto nad nimi umieszczony jest krzyż maltański.
Ich syn, dr Jerzy Kulczycki (1898-1974, archeolog), zgodnie z ostatnią wolą pochowany w rodzinnym grobowcu w Międzybrodziu). Po śmierci ojca przejął jego kolekcję, a część kobierców w stylu pałacowym i dworskim w 1964 trafiła na Zamek Królewski na Wawelu w wyniku sprzedaży, a pozostała część w 1977 (po jego śmierci, za sprawą jego żony Anny Piotrowicz-Kulczyckiej) wykonana w stylu ludowym trafiła do Muzeum Tatrzańskie im. dra Tytusa Chałubińskiego w Zakopanem, w którym została stworzona Galeria Sztuki im. Włodzimierza i Jerzego Kulczyckich, utworzona w 1981. Znajduje się ona w drodze na Koziniec, obok Willi Pod Jedlami.
W setną rocznicę pierwszego nabycia zabytkowych tkanin przez Włodzimierza Kulczyckiego, od czerwca do września 2006, zorganizowano tymczasową wystawę całej kolekcji na Wawelu w Krakowie. O kolekcji Kulczyckich opowiada film pt. Strażniczka, którego bohaterką jest Anna Piotrowicz-Kulczycka, opiekunka rodzinnej spuścizny.
Po latach grupa lekarzy weterynarii sfinansowała remont piramidalnego grobowca w Międzybrodziu.

## Wybrane publikacje
- Afganistan i kraj turkomański (1885)
- Indianie Wenezueli, Guyany i Brazylii (1886)
- Tętnice skórne u psa (1889)
- Przypadek niezwykłej gałęzi tętnicy szczękowej zewnętrznej u konia (1890)
- Owady pasożytujące u ludzi i zwierząt domowych (1892)
- Homologia kończyn przednich i tylnych (1901)
- Kilka notatek z podróży (1902)
- Kobierce wschodnie XVII wieku w Muzeum Stauropigijnem we Lwowie (1910)
- Beiträge zur Kenntnis der orientalischen Gebetteppiche (1914)
- Lwowska Akademia weterynaryi w czasie inwazyi rosyjskiej (1919)
- Wschód mahometański: wystawa kobierców i innych wyrobów przemysłu artystycznego ze zbiorów lwowskich (1928)
- Kobierce mahometańskie (w: „Sztuki Piękne”, rocznik V z 1929)
- Wspomnienia z pierwszy lat lwowskiej uczelni weterynaryjnej (1932)
- Katalog wystawy kobierców mahometańskich i ceramiki azjatyckiej i europejskiej (1934)[27]